# 串本太地道路
串本太地道路（くしもとたいじどうろ）は、和歌山県東牟婁郡那智勝浦町八尺鏡野の太地インターチェンジ (IC) から和歌山県東牟婁郡串本町鬮野川の串本ICに至る予定の自動車専用道路である。近畿自動車道紀勢線に並行する国道42号の自動車専用道路として事業化されている。
高速道路ナンバリングによる路線番号は、近畿自動車道紀勢線（勢和多気 - 和歌山）を形成するため「E42」が振られる。

## 概要
2018年（平成30年）度に南海トラフ巨大地震などの災害に対する道路ネットワークの確保や医療機関へのアクセス改善、観光振興を目的に事業化された。
串本太地道路が建設される地域の幹線道路は国道42号のみであり、当該区間は越波や大雨による交通規制が発生しており、南海トラフ巨大地震の発生時には津波浸水により通行不可能になることが予想されている。そのため、串本太地道路の全区間が南海トラフ巨大地震で予測される津波の高さ以上の場所に建設され、国道42号の代替路として安全性や信頼性を確保する道路となっている。また、すさみ串本道路（事業中）と那智勝浦新宮道路を接続するため、完成時には和歌山市から新宮市の和歌山県沿岸部が高速道路で接続されることになる。

### 路線データ
- 起点 : 和歌山県東牟婁郡那智勝浦町八尺鏡野（やたがの）
- 終点 : 和歌山県東牟婁郡串本町鬮野川（くじのかわ）
- 路線延長 : 18.4 km
- 規格構造 : 第1種第3級
- 設計速度 : 80 km/h
- 車線数 : 完成2車線

## 道路の位置関係
近畿自動車道紀勢線
（大阪・和歌山方面） - E26 / E42 阪和自動車道 - E42 ※湯浅御坊道路 - E42 阪和自動車道 - E42 紀勢自動車道 - E42 ※すさみ串本道路 - E42 ※串本太地道路 - E42 ※那智勝浦新宮道路 - E42 ※新宮道路 - E42 ※新宮紀宝道路 - E42 ※紀宝熊野道路 - E42 ※熊野道路 - E42 ※熊野尾鷲道路 - E42 紀勢自動車道 - （津・名古屋方面）
※は高速自動車国道に並行する一般国道自動車専用道路を示す。

## 歴史
- 2018年（平成30年）度：事業化[1][2]。
- 2021年（令和3年）12月25日：起工[3][4]。

### 開通予定年度
- 未定 : 太地IC - 串本IC

## インターチェンジなど
- 全区間和歌山県東牟婁郡内に所在。
- IC番号欄の背景色が■である区間は既開通区間に存在する。
施設欄の背景色が■である部分は未開通区間または未供用施設を示す。
なお、未開通区間の名称は仮称である。

| IC番号                                       | 施設名         | 接続路線名           | 起点から (km) | 備考   | 所在地     |
| -------------------------------------------- | -------------- | -------------------- | ------------- | ------ | ---------- |
| E42 那智勝浦新宮道路 那智勝浦・新宮方面      |                |                      |               |        |            |
|                                              | 那智勝浦町市屋 |                      | 0.0           |        | 那智勝浦町 |
|                                              | 太地IC         |                      |               | 事業中 | 那智勝浦町 |
|                                              | 古座川IC       | 県道38号すさみ古座線 | 13.4          | 事業中 | 串本町     |
|                                              | 串本IC         |                      | 18.4          | 事業中 | 串本町     |
| E42 すさみ串本道路（事業中）和歌山・田辺方面 |                |                      |               |        |            |